# Blue Byte Software
Blue Byte – producent i wydawca gier komputerowych z siedzibą w Düsseldorfie w Niemczech.
Firma została założona w październiku 1988 roku przez Thomasa Hertzlera oraz Lothara Schmitta w Mülheim an der Ruhr. Ich pierwszą grą była symulacja tenisa o nazwie Great Courts, wydane w 1989 roku przez Ubisoft.
Pierwszym dużym sukcesem Blue Byte'a w Niemczech i Europie była strategia turowa Battle Isle, wydana w 1991 r. Następnym osiągnięciem było wydanie gry Die Siedler, znanej na świecie jako The Settlers, kontynuowanej później w kolejnych częściach i kilku dodatkach. W 2001 roku firma została przejęta przez francuski koncern Ubisoft.

## Lista gier wydanych bądź wyprodukowanych przez Blue Byte
- Great Courts (1989)
- Twinworld (1989)
- Great Courts 2 (1990)
- Jimmy Connors Pro Tennis Tour (1990)
- Tom and The Ghost (1990)
- Atomino (1991)
- Battle Isle (1991)
- Ugh! (1992)
- History Line: 1914-1918 (1993)
- The Settlers (1993)
- Battle Isle II (1994)
- Battle Isle III (1995)
- Albion (1996)
- Archimedean Dynasty (1996)
- Chewy: ESC from F5 (1996)
- The Settlers II (1996)
- Dr. Drago's Madcap Chase (1997)
- Extreme Assault (1997)
- Incubation: Time Is Running Out (1997)
  - Incubation: The Wilderness Missions (dodatek)
- Game, Net & Match! (1998)
- Star Trek Starship Creator (1999)
- Stephen King's F13  (2000)